# Lusonga
Lusonga ist ein Verwaltungsbezirk (Ward) des Distrikts Mbinga (TC) in der tansanischen Region Ruvuma.

## Geografie
Lusonga liegt im Südwesten von Tansania. Es ist der südöstliche Stadtteil der Distrikthauptstadt Mbinga. Der Bezirk grenzt im Nordwesten an Luhuwiko, im Süden an Kilimani, im Westen an Masumuni und im Norden an Mbinga Mjini B. Bei der Volkszählung 2022 lebten 8138 Menschen in 2098 Haushalten auf einer Fläche von 7 Quadratkilometern.

## Gliederung
Der Bezirk besteht aus drei Stadtteilen (Kitongoji):
- Kiyaha
- Ruvuma
- Lusonga

## Infrastruktur
- Gesundheit: In der Gemeinde Ruvuma gibt es eine staatliche Apotheke.[6]